# Szárföld
Szárföld é um município da Hungria, situado no condado de Győr-Moson-Sopron. Tem 17,11 km² de área e sua população em 2015 foi estimada em 878 habitantes.